# 228e régiment de fusiliers motorisés (Union soviétique)
Pour les articles homonymes, voir 228e régiment.
Cet article court présente un sujet plus développé dans : 227e division de fusiliers (2e formation) et 85e division de fusiliers motorisés.
Le 228e régiment de fusiliers motorisés  (russe : 228-й мотострелковый полк, numéro d'unité militaire 91060) est une unité militaire de l'Armée de terre soviétique puis russe. Créé pendant la Seconde Guerre mondiale comme 777e régiment de fusiliers de la 227e division de fusiliers (2e formation), il reçoit l'ordre d'Alexandre Nevski et le titre honorifique Sébastopolski. Installé après 1945 à Krasnoïarsk et devenu un régiment mécanisé puis un régiment de fusiliers motorisés, il rejoint en 1959 la 85e division de fusiliers motorisés à Novossibirsk. Il est dissous en 2009 lorsque sa division devient la 32e brigade de fusiliers motorisés.

## Historique
Le 777e régiment de fusiliers est mis sur pied à la création de la 227e division en août 1943. Combattant avec sa division, il reçoit le titre honorifique Sébastopolski (Севастопольский) le 24 mai 1944 pour la libération de Sébastopol pendant l'offensive de Crimée. Il est récompensé par l'ordre d'Alexandre Nevski le 19 novembre 1944 pour la prise de Szolnok pendant l'offensive de Budapest.
À l'automne 1945, la 227e division s'installe à Krasnoïarsk. À l'été 1946, la division devient la 49e brigade indépendante de fusiliers et le 777e régiment de fusiliers forme le 236e bataillon de fusiliers, Sébastopolski, ordre d'Alexandre Nevski. Le 23 septembre 1953, la 49e brigade est transformée en 74e division mécanisée et le 236e bataillon devient le 228e régiment mécanisé, Sébastopolski, ordre d'Alexandre Nevski.
Le 25 juin 1957, le 228e régiment mécanisé prend le nom de 228e régiment de fusiliers motorisés. Lorsque division est dissoute le 1er mars 1959, le 228e régiment de fusiliers motorisés quitte Krasnoïarsk et rejoint la 85e division de fusiliers motorisés à Novossibirsk, dans laquelle il replace le 103e régiment de fusiliers motorisés, dissous,.
Le régiment est finalement dissous en 2009 quand il participe à la formation de la 32e brigade de fusiliers motorisés à partir de la 85e division. En 2016, cette dernière redonne naissance à un nouveau 228e régiment de fusiliers motorisés, qui hérite en revanche de l'historique et des distinctions de la 85e division (Léningradsko-Pavloski, ordre du Drapeau rouge).